# Følgesygdom
En følgesygdom (lat. sequelae) er en patologisk tilstand, som fremkommer i forbindelse med en sygdom, skade eller anden fysisk traume.